# Asactopholis laticeps
Asactopholis laticeps är en skalbaggsart som beskrevs av Moser 1908. Asactopholis laticeps ingår i släktet Asactopholis och familjen Melolonthidae. Inga underarter finns listade.